# 나토르구

방글라데시 나토르구

나토르구(벵골어: নাটোর জেলা)는 방글라데시 북부에 위치한 라지샤히구의 행정 구역으로, 라지샤히와 접하며 과거에는 라지샤히구의 일부였다.

## 역사
나토르구는 1769년부터 1825년까지 라지샤히의 지역 본부였다. 행정적 나토르구는 본부 이전 전날인 1825년 라지샤히구 아래에 설립되었다.
1971년 방글라데시 독립 전쟁 동안, 3월 29일 파키스탄 육군과 묵티 바히니의 자유 투사들 사이에 전투가 벌어졌다. 아슬람 소령과 이샤크 대위를 포함한 파키스탄 육군 40여명이 사망했다. 1971년 5월 5일 파키스탄 육군은 북벵골 설탕 공장의 총지배인 안와룰 아짐 중위를 포함한 42명의 직원을 살해했다. 그들은 공장 캠퍼스의 연못 근처에서 살해되었다. 그 연못은 현재 샤히드 사가르로 알려져 있고, 연못 옆에 기념비가 있다.

## 지리학
나토르구의 대부분은 평지이다. 방글라데시에서 가장 큰 벨인 샬란 벨은 이 지역의 일부이다.
나토르구의 면적은 1,900.05km2, 인구는 733.61명(2011년 기준)이다. 북쪽으로는 보그라구, 남쪽으로는 파브나구, 쿠슈티아구, 동쪽으로는 파브나구, 시라지간지구, 서쪽으로는 라지샤히구와 접한다. 나토르에서 다카까지의 도로 거리는 220km이다. 랄푸르는 방글라데시의 연평균 강수량이 가장 적은 지역이다.·

## 인구
| 연도     | 인구      | ±% p.a. |
| -------- | --------- | ------- |
| 1974     | 858,619   | —       |
| 1981     | 1,067,058 | +3.15%  |
| 1991     | 1,387,761 | +2.66%  |
| 2001     | 1,521,336 | +0.92%  |
| 2011     | 1,706,673 | +1.16%  |
| 2022     | 1,859,921 | +0.78%  |
| Sources: |           |         |

2011년 방글라데시 인구 조사에 따르면 나토르구의 인구는 1,706,673명이며, 이 중 854,183명은 남성이고 852,490명은 여성이다. 농촌 인구는 147만 8,665명(86.64%)인 반면 도시 인구는 22만 8,008명(13.36%)이었다. 나토르구는 남성 51.90%, 여성 47.29%로 7세 이상 인구의 문맹률이 49.59%였다.

## 같이 보기
- 라지샤히주
- 방글라데시의 구